# Paměť zlaté rybky
Paměť zlaté rybky (v originále Goldfish Memory) je irský hraný film z roku 2003, který režírovala Elizabeth Gill podle vlastního scénáře. Film popisuje heterosexuální, homosexuální a bisexuální vztahy mezi lidmi v současném Dublinu. Snímek měl světovou premiéru na filmovém festivalu v Belfastu dne 20. března 2003. V ČR byl uveden v roce 2004 na filmovém festivalu Febiofest a o rok později na festivalu Mezipatra.

## Děj
Tom přednáší německou literaturu na Dublinské univerzitě. Jeho oblíbenou kratochvílí je svádět a posléze opouštět studentky. Opustí tak Claru kvůli Isoldě. Clara mu prorokuje, že jednou také skončí opuštěný a podvedený. Tom se do Isoldy zamiluje, ale ta považuje jejich vztah jen za krátkodobý flirt a odmítá se s ním již vidět. Tom je zoufalý. David je barman a žije s Rosie, které se neodvažuje přiznat, že je gay. Jednoho dne se seznámí s Redem, který se do Davida zamiluje. A to přesto, že si Red rozhodně nepotrpí na dlouhodobé vztahy. Jeho kamarádka Angie, která je lesba, se při oslavách Dne svatého Patrika seznámí s Clarou a začnou spolu chodit. Jejich vztah však ztroskotá na tom, že Angie by chtěla dítě. David řekne Rosie, že má milence a ta jej vyhodí z bytu. Red i Angie jsou zoufalí ze svých vztahů a v opilosti mají spolu sex. Tom se seznamuje s kolegyní Renee, se kterou začne chodit, ovšem ta dostane nabídku od Bostonské univerzity a Toma opustí. Přestěhuje se tedy k Redovi. Clara se seznámí s Isoldou a začnou spolu chodit. Angie se seznámí s Kate. Mezitím ale zjistí, že je s Redem těhotná.

## Obsazení
| Sean Campion        | Tom     |
| Flora Montgomery    | Angie   |
| Stuart Graham       | Larry   |
| Jean Butler         | Renee   |
| Keith McErlea       | Red     |
| Fiona O'Shaughnessy | Clara   |
| Justine Mitchell    | Kate    |
| Aisling O'Neill     | Helen   |
| Peter Gaynor        | David   |
| Lise Hearns         | Rosie   |
| Fiona Glascott      | Isolde  |
| Niall O'Brien       | taxikář |